# Puerto de Aldeadávila
El puerto o alto de Aldeadávila es un puerto  de montaña, situado al noroeste de la provincia  de Salamanca, teniendo su inicio junto al límite con Portugal.

## Situación
Tiene su inicio a 215 metros de altitud, en el Poblado del Salto de Aldeadávila, junto al río Duero, elevándose desde ahí hasta los 722 metros de altitud en la localidad de Aldeadávila de la Ribera, subiendo por tanto un desnivel de más de 500 metros. Todo el itinerario del puerto forma parte del parque natural de Arribes del Duero.